# 高能天文觀測站1號
高能天文觀測站1號（High Energy Astronomy Observatory 1）是一台1977年發射的X射線望遠鏡。高能天文觀測站1號對電磁波譜的X射線部分（0.2 keV–10 MeV）的天空進行勘測，對黃道附近的X射線源進行近乎不間斷的監測，並透過持續3-6小時的觀測對許多天體進行詳細的研究。
高能天文觀測站1號是美國太空總署三個高能天文台中的第一個，於1977年8月12日搭載擎天神系列運載火箭—半人馬座火箭升空，一直運行到1979年1月9日。在此期間，高能天文觀測站1號掃描了天空將近三次。
高能天文觀測站1號包括四個X射線和伽馬射線天文儀器，分別稱為A1、A2、A3 和A4（發射前，HEAO 1稱為 HEAO A）。1979年3月15日，高能天文觀測站1號進入地球大氣層並燒毀。

## 外部連結
- 1st High Energy Astrophysics Observatory (HEAO 1. GSFC. NASA ) on the internet
- The Star Splitters by Wallace H. Tucker, 1984